# أشينة (برزاوند)
أشینة (بالفارسية: اشینه) هي قرية تقع في إيران في قسم برزاوند الريفي. يقدر عدد سكانها بـ 19 نسمة بحسب إحصاء 2016.